# Lorenzo Cesa
Lorenzo Cesa (Arcinazzo Romano, 16 agosto 1951) è un politico e dirigente d'azienda italiano.
Dal 27 ottobre 2005 all’11 luglio 2025 è stato segretario dell'Unione di Centro per poi diventarne il presidente e dal 13 ottobre 2022 è deputato alla Camera, dopo esserlo stato dal 2006 al 2014, è stato europarlamentare dal 2004 al 2006 e dal 2014 al 2019.

## Biografia
Nato ad Arcinazzo Romano (Roma), laureato in scienze politiche alla Libera università internazionale degli studi sociali Guido Carli (Luiss), ricoprì il ruolo di direttore delle relazioni esterne alla Efimpianti Spa, di consigliere di amministrazione di importanti società e banche, fra cui l'ANAS, e di direttore commerciale marketing di una società di comunicazione.
Dopo essere stato dirigente del Movimento Giovanile della Democrazia Cristiana, ha iniziato la sua esperienza politica come dirigente della Democrazia Cristiana (DC).
Alle elezioni amministrative del 1989 si candida al consiglio comunale di Roma, tra le liste della DC, risultando eletto consigliere comunale e rimanendo in carica fino al 1993.
Il suo primo incarico politico di primo piano fu quando il 26 giugno 1989 venne inviato in Sicilia come vicepresidente della Commissione Tesseramento: dove risultavano infatti un numero di tessere superiore al numero di elettori.
Con la dissoluzione della DC agli inizi del 1994, aderisce al Centro Cristiano Democratico (CCD) di Pier Ferdinando Casini, di cui divenne capo della segreteria politica e, con lo scioglimento del CCD e la sua confluenza nell'Unione di Centro (UdC) nel 2002, mantenne il relativo incarico..

### Elezione a europarlamentare
Alle elezioni europee del 2004 viene candidato al Parlamento europeo, tra le liste dell'UdC nella circoscrizione Italia meridionale, risultando eletto europarlamentare come il primo degli eletti con 104.238 preferenze. Nella VI legislatura è stato membro della Commissione per il controllo dei bilanci; della Commissione per l'industria, la ricerca e l'energia; della Commissione per le libertà civili, la giustizia e gli affari interni; della Delegazione alla commissione parlamentare mista UE-Turchia; Delegazione per le relazioni con i paesi del Maghreb e l'Unione del Maghreb arabo (compresa la Libia); della Delegazione all'Assemblea parlamentare Euromediterranea.

### Segretario dell'UdC

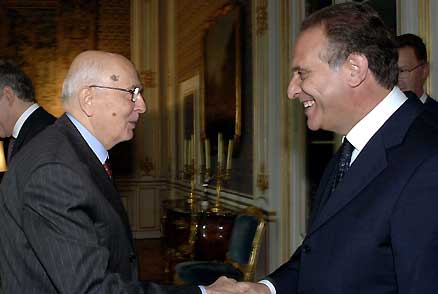
Lorenzo Cesa accolto dal Presidente della Repubblica Giorgio Napolitano nel 2006.

Il 27 ottobre 2005 succede a Marco Follini nella segreteria nazionale del partito, votato all'unanimità, dopo la rinuncia degli altri candidati in considerazione del fatto che Cesa è reputato l'unico che possa manifestare al meglio l'unità del partito. Si definì "segretario di transizione", anche se poi è rimasto in carica per 15 anni. Già nel suo discorso di dimissioni, Follini lo aveva citato come una "straordinaria figura umana e politica", uno dei principali artefici dei successi dell'Udc dalla sua nascita, lasciando presagire una sorta di continuità. Nel momento dell'insediamento, Cesa si dichiara un segretario di transizione, pronto a lasciare nel momento in cui Casini, lasciati gli impegni istituzionali, sia libero di tornare a guidare il partito. Afferma la volontà di condurre il partito in continuità, di mantenere le distinzioni con gli alleati in merito alle discusse questioni sulla legge elettorale proporzionale e della modifica della legge sulla par condicio.

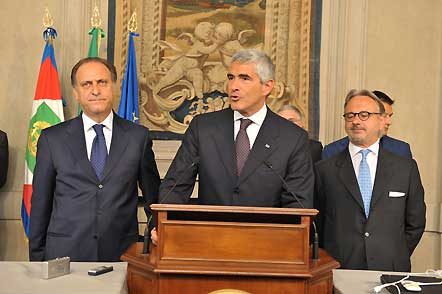
Cesa (sinistra) assieme a Pier Ferdinando Casini (centro) e Michele Vietti (destra) alle consultazioni al Quirinale nel 2008

Alle elezioni politiche del 2006 viene eletto alla Camera dei deputati nella circoscrizione Lombardia 2, rinunciando dunque all'incarico di parlamentare europeo. Nell'ottobre 2007 è testimone dello sposo alle nozze tra Pier Ferdinando Casini e Azzurra Caltagirone.
Alle elezioni politiche del 2008 viene rieletto alla Camera per la XVI legislatura nella circoscrizione Puglia. È stato componente dell'XI Commissione (Lavoro pubblico e privato), presidente della Commissione di collaborazione parlamentare Italia-Cina e componente della commissione parlamentare Italia-Russia.
Alle elezioni politiche del 2013 viene rieletto alla Camera, come capolista nella circoscrizione Calabria per l'Unione di Centro.
Durante l'ultimo giorno del 4° congresso dell'UdC, che si svolge a Roma il 23 febbraio 2014, viene confermato segretario dell'UdC, prevalendo con un margine scarso (435 voti contro 431) su Gianpiero D'Alia, ex ministro della pubblica amministrazione, sostenuto dal leader dell'UdC Casini.

### Ritorno al Parlamento europeo
Alle elezioni europee del 2014 si presenta come capolista del Nuovo Centrodestra - Unione di Centro nella circoscrizione Italia meridionale. Con 56.938 preferenze è il primo degli eletti della lista nella Circoscrizione Sud per NCD-UDC, di cui è uno dei tre parlamentari complessivamente eletti. Il 25 giugno 2014 lascia la carica di deputato, optando per la carica di parlamentare europeo.
Alle elezioni politiche del 2018 è ricandidato alla Camera dei Deputati nel collegio uninominale Campania 1 - 02 (Nola) per la coalizione di centro-destra (in quota Noi con l'Italia - UDC), dove ottiene il 34,31% ed è superato da Silvana Nappi del Movimento 5 Stelle (47,99%), e nelle liste di Noi con l'Italia-UdC nei collegi plurinominali Campania 1 - 01 e Campania 1 - 03, ma non è eletto, non avendo la sua formazione superato il 3% (resta dunque al Parlamento Europeo).
Alle elezioni europee del 2019 l’UdC raggiunge un accordo con Forza Italia e Cesa si candida nella circoscrizione Italia Meridionale: con 42.247 preferenze si piazza in quarta posizione, risultando il primo dei non eletti.
A seguito della maxi operazione anti 'ndrangheta del 21 gennaio 2021, condotta dalla procura antimafia di Catanzaro guidata da Nicola Gratteri, che lo vede indagato per concorso esterno in associazione mafiosa, si dimette da segretario dell'Unione di Centro, che ricopriva dal 2005. Il 14 maggio seguente, a seguito della chiusura delle indagini sulla 'ndrangheta, il Consiglio nazionale dell'UdC ne rigetta le dimissioni.

### Ritorno alla Camera
In vista delle elezioni politiche anticipate del 2022 l’UdC di Cesa inizialmente presenta un simbolo unico con Coraggio Italia, salvo poi riunirsi anche con Noi con l’Italia e Italia al Centro nella lista unitaria Noi moderati. Cesa viene eletto alla Camera nel collegio uninominale Molise - 01 (Campobasso) per il centro-destra, ottenendo il 42,90% (pari a 55.472 voti) e staccando di circa 24.000 voti l'avversario del M5S Riccardo Di Palma (24,32%) e la candidata del centrosinistra Alessandra Salvatore (23,35%).
Il 9 maggio 2023 diventa presidente della Delegazione italiana presso l'Assemblea parlamentare della NATO.
In vista delle elezioni europee del 2024, sigla un accordo che vede alcuni candidati dell’UdC nelle liste della Lega, che il 18 aprile 2024 Cesa lascia il gruppo Noi moderati - MAIE alla Camera per formare una componente centrista con il leghista Antonino Minardo.
L’11 luglio 2025 su decisione del consiglio nazionale del partito lascia il posto di segretario ad Antonio De Poli diventando presidente.

## Procedimenti giudiziari

### Indagine sul patrimonio del Comune di Roma
Nel 1992 Cesa fu indagato dalla procura di Roma per abuso d'ufficio, insieme alla giunta del sindaco Franco Carraro, per presunti illeciti riguardo all'emissione di un finanziamento pari a 90 miliardi di lire destinato ad un incarico di censimento del patrimonio immobiliare del Comune. Fu assolto.

### Inchiesta sull'Anas
A partire dal 1993 è stato processato per concussione, accusato dai magistrati romani di aver riscosso una tangente del valore attuale di trecentomila euro per conto del ministro dei lavori pubblici Giovanni Prandini, subendo per questo in quell'anno un periodo di carcerazione, dopo alcuni giorni dall'ordinanza d'arresto. Inizialmente Cesa si sottrasse all'arresto, dal 6 all'8 marzo 1993, rimanendo due giorni in latitanza per poi consegnarsi spontaneamente al pubblico ministero.
Nelle fasi del processo ha ammesso il verificarsi del fatto, dichiarandosene però estraneo, in quanto i soldi non sarebbero stati destinati a lui ma a Prandini, all'epoca ministro dei lavori pubblici e presidente dell'Anas e all'ingegner Antonio Crespo, direttore generale dell'ente.
Cesa dichiarò di aver ricevuto "[...] delle contropartite politiche da parte del ministro che sovvenzionava le nostre iniziative politiche": il GUP riconobbe l'"ampia confessione dei fatti contestati".
Il 21 giugno 2001 è condannato in primo grado, insieme ad altri responsabili, a 3 anni e 3 mesi di reclusione per corruzione aggravata. Con lui, Prandini riceve una condanna a 6 anni e 4 mesi e a Crespo vengono irrogati 4 anni e 6 mesi. Le imputazioni confermate riguardano 750 miliardi di lire in appalti truccati, che hanno fruttato agli interessati 35 miliardi di lire in tangenti tra il 1986 e il 1993.
Nel frattempo la Corte costituzionale ha sancito che anche i coimputati di ministri sotto processo al Tribunale dei Ministri vanno giudicati dallo stesso Tribunale dei Ministri e non da quello ordinario. Ciò comporta che la condanna a Cesa venga annullata per vizi procedurali. La Corte d'appello ha annullato infatti la sentenza per aver riscontrato una incompatibilità del Gip: il Tribunale dei Ministri (assegnato per via del coinvolgimento del ministro Prandini), non può sostenere il ruolo accusatorio e deve restituire la causa al Gip di Roma, il quale dichiara gli atti del 2005 come "inutilizzabili" e dispone il "non luogo a procedere". Intanto, subentra la prescrizione del reato grazie alle modifiche alla legislazione attuate dal Governo Berlusconi.

### Indagine "Poseidone"
A marzo 2006 è indagato dalla procura di Catanzaro per truffa e associazione per delinquere, nell'inchiesta denominata "Poseidone": l'accusa riguarda cinque miliardi di lire truffati all'Unione europea tramite una società fantasma, la Spb Optical Disk Srl, di cui era comproprietario con il dirigente ANAS Giovanbattista Papello e Fabio Schettini, capo della segreteria di Franco Frattini il quale all'epoca rivestiva la carica di commissario europeo. La sua posizione viene subito stralciata.
Nel novembre 2010 il GIP dell'inchiesta dispone il sequestro di beni di Cesa per un valore di un milione di euro.
Il 3 febbraio 2011 il GIP di Roma Rosalba Liso archivia definitivamente la posizione di Cesa, perché "gli elementi a carico, pur rivestendo la qualità di indizi, non assurgono al rango della gravità, precisione e concordanza tali da provare il di lui possibile coinvolgimento nei fatti di cui all'imputazione e rendendo in tal modo infausta la prognosi di condanna in un'eventuale sede dibattimentale".

### Operazione anti-'ndrangheta
Nell'ambito della maxi operazione anti 'ndrangheta da parte della Dda di Catanzaro del 21 gennaio 2021 viene perquisita la casa dell'ex parlamentare, il quale risulta indagato con l'ipotesi di concorso esterno in associazione mafiosa. A seguito dei fatti si dimette dalla carica di segretario dell'UDC, che ricopriva dal 2005. In seguito alla conclusione delle indagini, il Consiglio Nazionale dell'UDC rifiuta le sue dimissioni, confermandolo come segretario. Il 18 maggio 2021, nell'ambito della stessa indagine, la Direzione Distrettuale Antimafia ha chiesto il rinvio a giudizio di 78 persone ma ha stralciato dall'inchiesta la posizione di Cesa.

## Proposte politiche
Nel 2007 ha destato reazioni critiche la proposta (seguita alla vicenda che vide il deputato Cosimo Mele coinvolto con delle prostitute) d'istituire un'"indennità parlamentare contro le tentazioni" in modo che i parlamentari, spesso lontani dalla famiglia per motivi di lavoro, possano ottenere un ulteriore contributo finanziario per fronteggiare i costi del trasferimento a Roma dell'intera famiglia.